# Mordellistena pygidialis
Mordellistena pygidialis là một loài bọ cánh cứng trong họ Mordellidae. Loài này được Pic mô tả khoa học năm 1949.